# آنری آنتوان
آنری آنتوان (فرانسوی: Henri Anthoine‎؛ زادهٔ ۱ ژانویهٔ ۱۸۷۸) دوچرخه‌سوار اهل فرانسه است.